# Сильюс
Сильюс (итал. Silius) — коммуна в Италии, располагается в регионе Сардиния, в провинции Кальяри.
Население составляет 1384 человека (2008 г.), плотность населения составляет 36 чел./км². Занимает площадь 38 км². Почтовый индекс — 9040. Телефонный код — 070.
Покровителями коммуны почитаются святые Фелицата и Перпетуя, празднование 7 марта.

## Демография
Динамика населения:

## Администрация коммуны
- Официальный сайт: